# Sparasion flavipes
Sparasion flavipes är en stekelart som beskrevs av Jean-Jacques Kieffer 1906. Sparasion flavipes ingår i släktet Sparasion och familjen Scelionidae. Inga underarter finns listade i Catalogue of Life.